# Holýšov
Holýšov (niem. Holleischen) – miasto w Czechach, w kraju pilzneńskim. Według danych z 31 grudnia 2003 powierzchnia miasta wynosiła 2931 ha, a liczba jego mieszkańców 4659 osób. W 1944 filia Flossenbürg (KL).

## Demografia
| Rok             | 1970 | 1980 | 1991 | 2001 | 2003 | 2010 | 2015 |
| --------------- | ---- | ---- | ---- | ---- | ---- | ---- | ---- |
| Liczba ludności | 4119 | 4287 | 4507 | 4581 | 4659 | 4967 | 5023 |

Źródło: Czeski Urząd Statystyczny

## Wyzwolenie Holýšova
Holýšov na podstawie dyktatu monachijskiego z 1938 roku, został przyłączony do Rzeszy Niemieckiej. Znajdująca się na terenie miasta szklarnia była przez Niemców przebudowana na zakład produkujący amunicję (Metalwerke Holleischen). Pracowało w nim 6000 przymusowych pracowników. Między nimi byli jeńcy wojenni i więźniowie. W mieście utworzono dla nich 6 jenieckich obozów. W 1944 roku powstał także obóz koncentracyjny dla kobiet. Obóz był oswobodzony 5 maja 1945 przez polską Brygadę Świętokrzyską. Dowódca obozu miał rozkaz, w przypadku zagrożenia ze strony zbliżających się wojsk amerykańskich, spalić cały obóz, wraz z uwięzionymi tam kobietami. Polscy żołnierze uniemożliwili wykonanie tego rozkazu. Wśród ocalałych były przeważnie obywatelki Francji, ale również i Polski, Rosji i Węgier. Rano 9 maja 1945 do miasta wkroczyła amerykańska 2. Dywizja Piechoty.

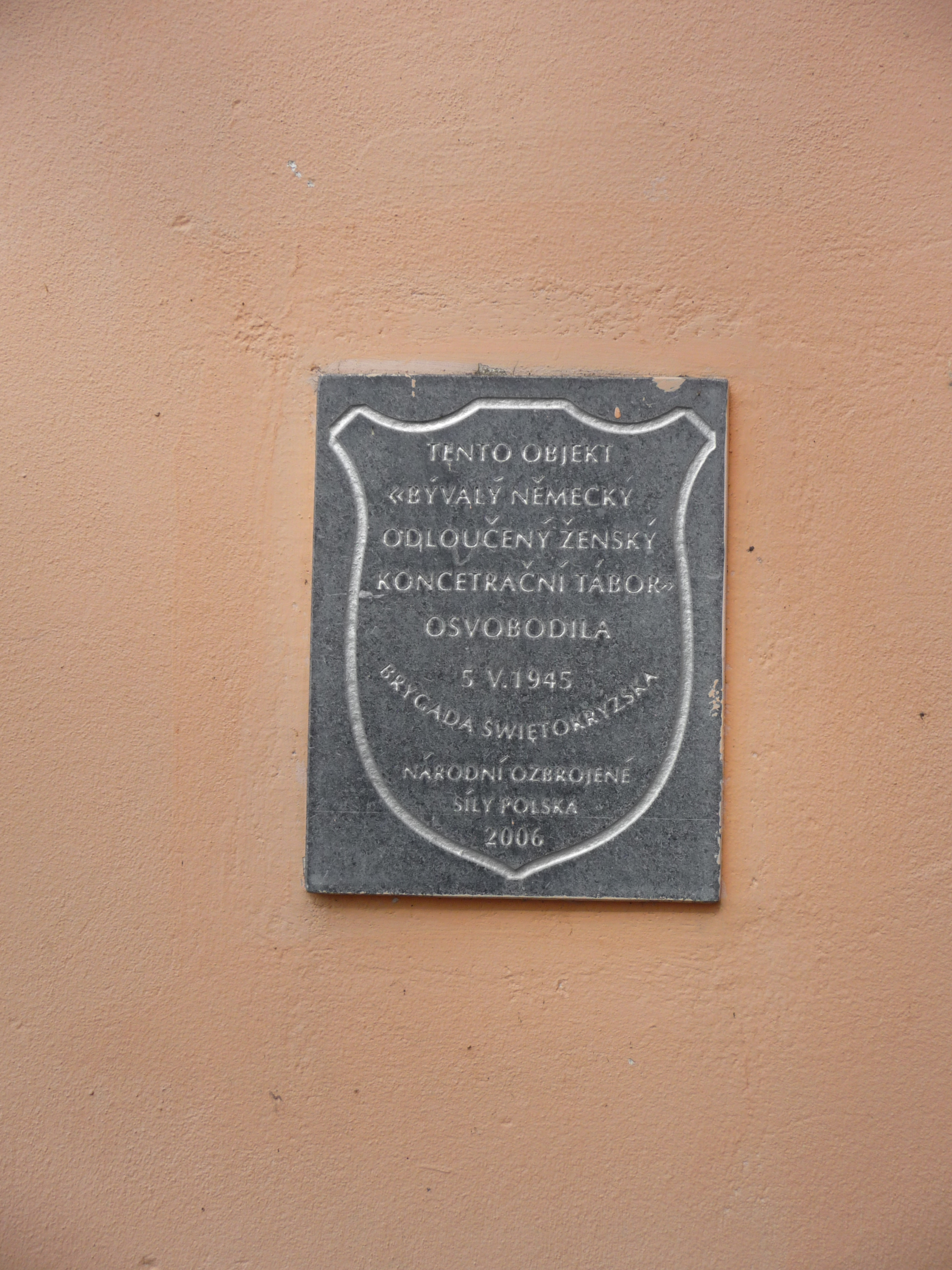
Holýšov – Nový Dvůr. Tablica upamiętniająca oswobodzenie kobiecego obozu koncentracyjnego przez Brygadę Świętokrzyską.
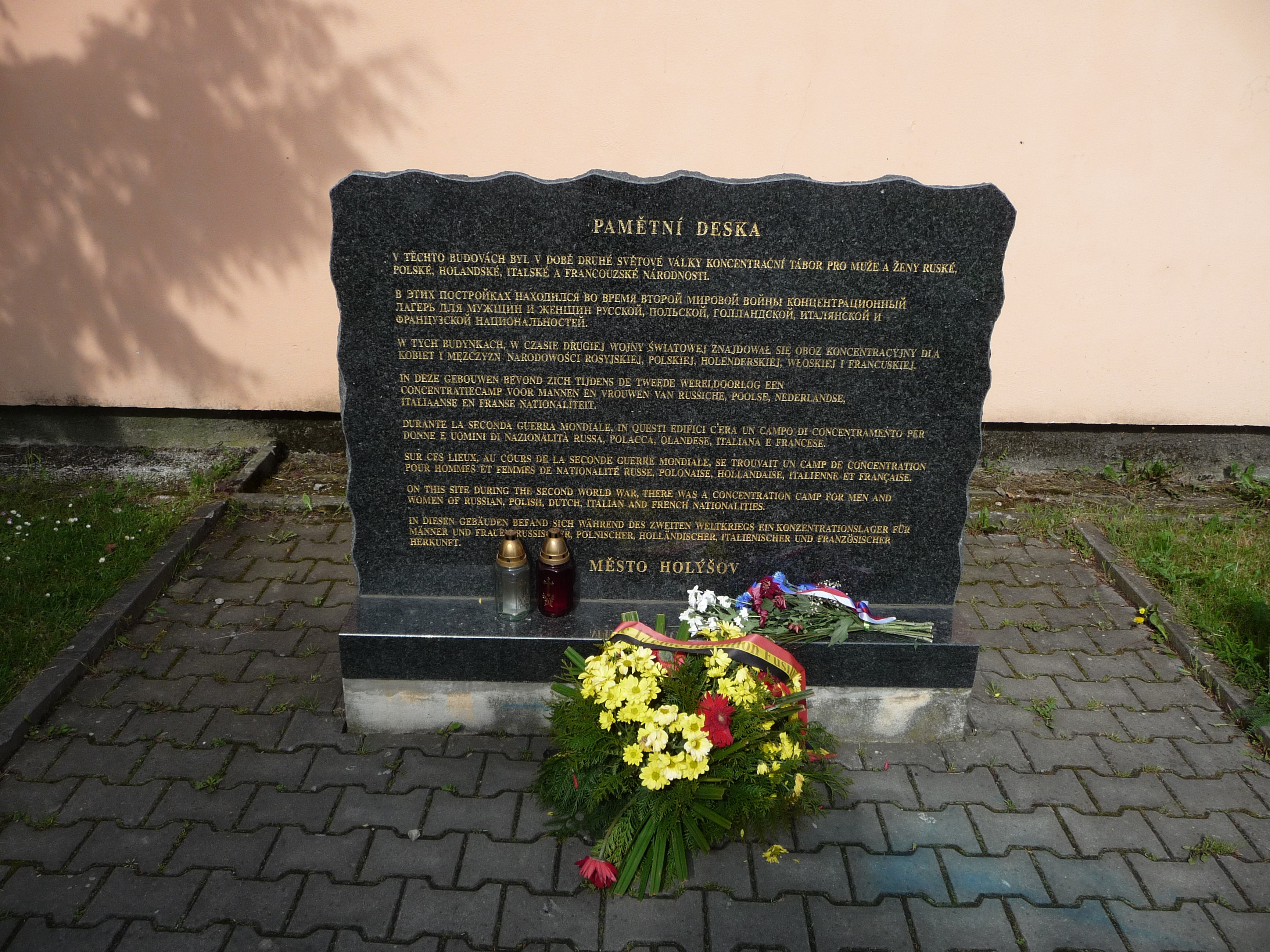
Holýšov – Nový Dvůr. Na tablicy znajduje się informacja u oswobodzeniu obozu przez polskich żołnierzy.
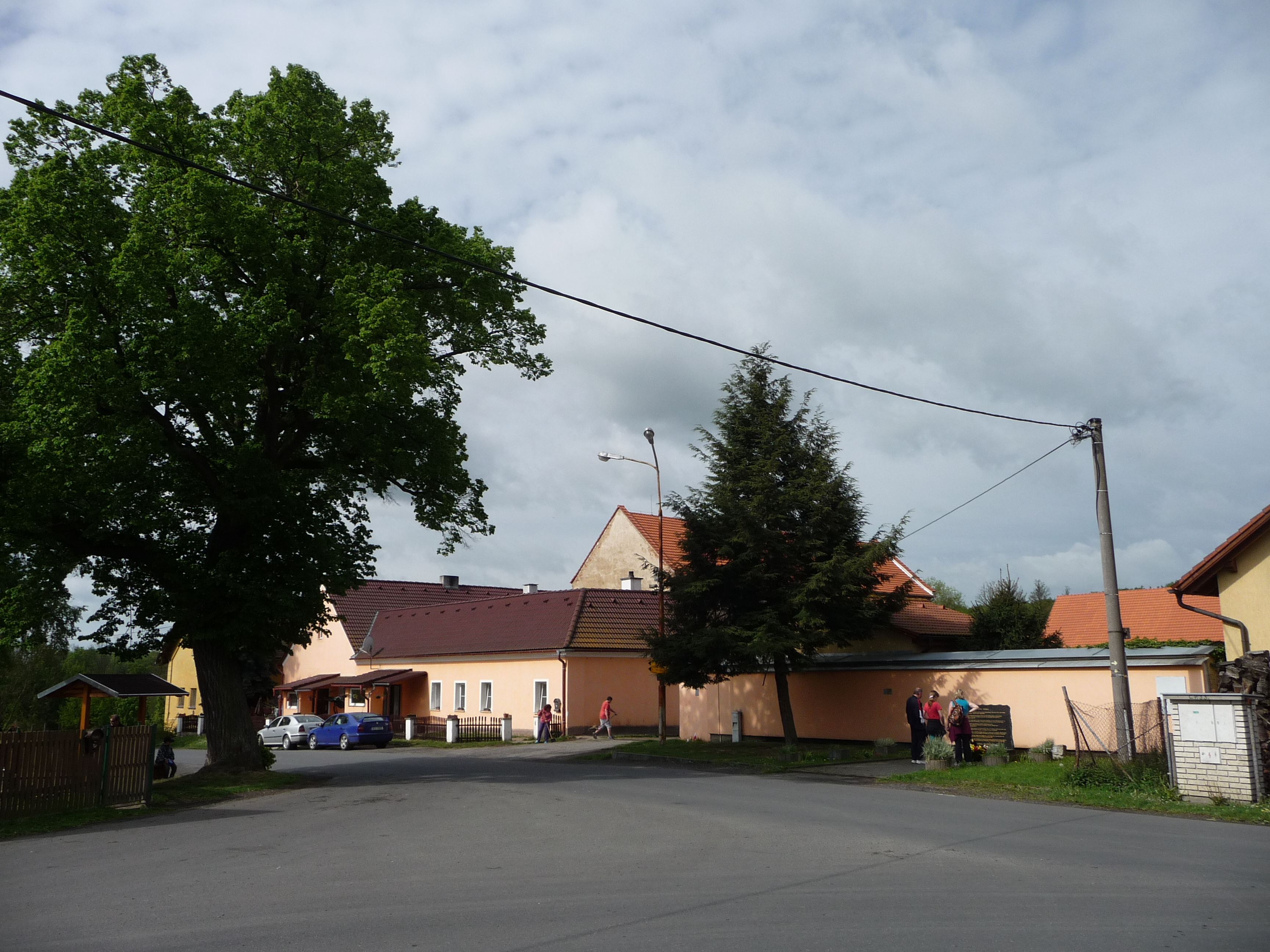
Były kobiecy obóz koncentracyjny w Holýšovie.
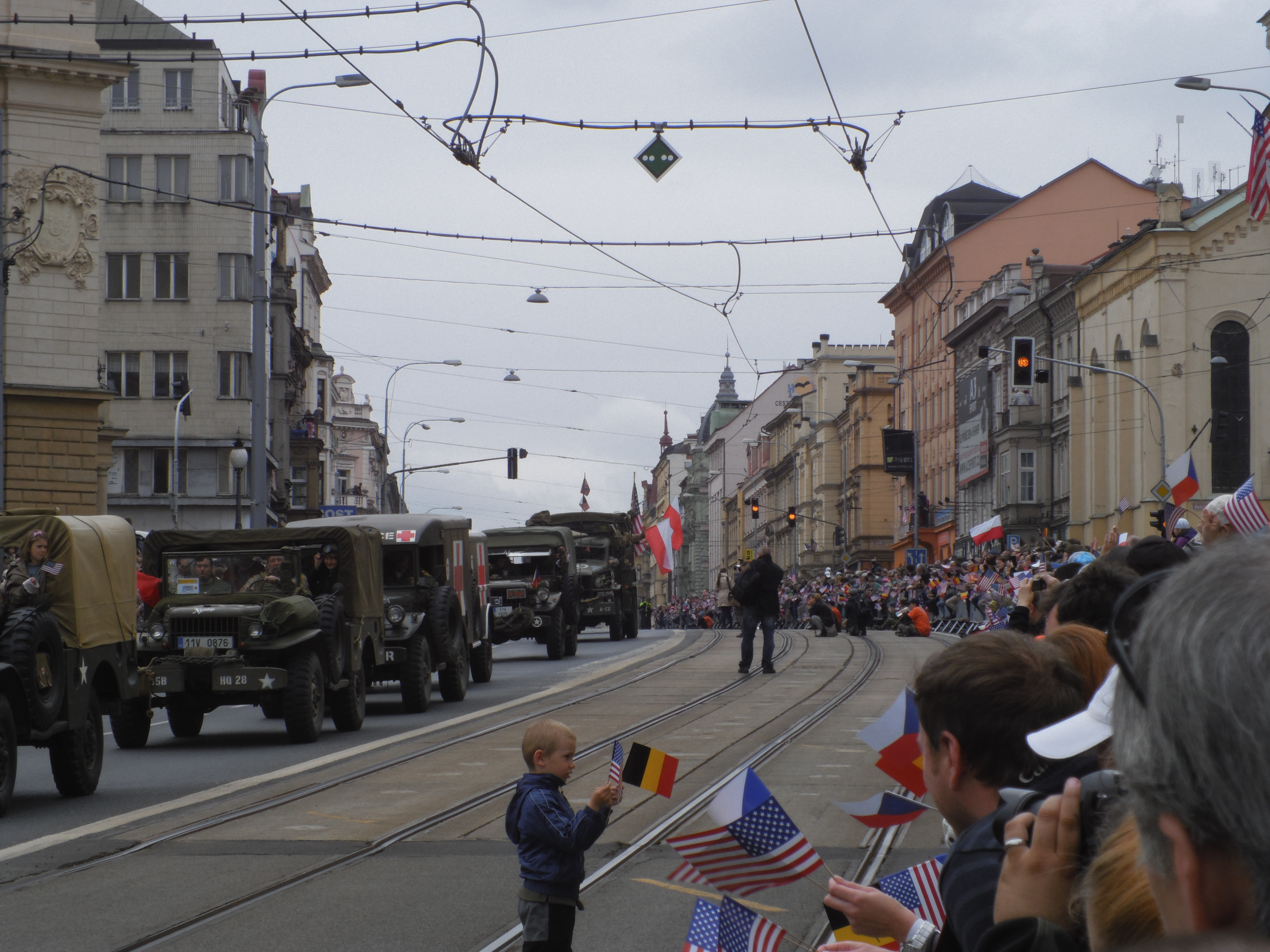
Uroczystość w 70. rocznicę oswobodzenia zachodnich Czech. Na pamiątkę oswobodzenia obozu koncentracyjnego w Holýšovie, zaproszono polską reprezentację.
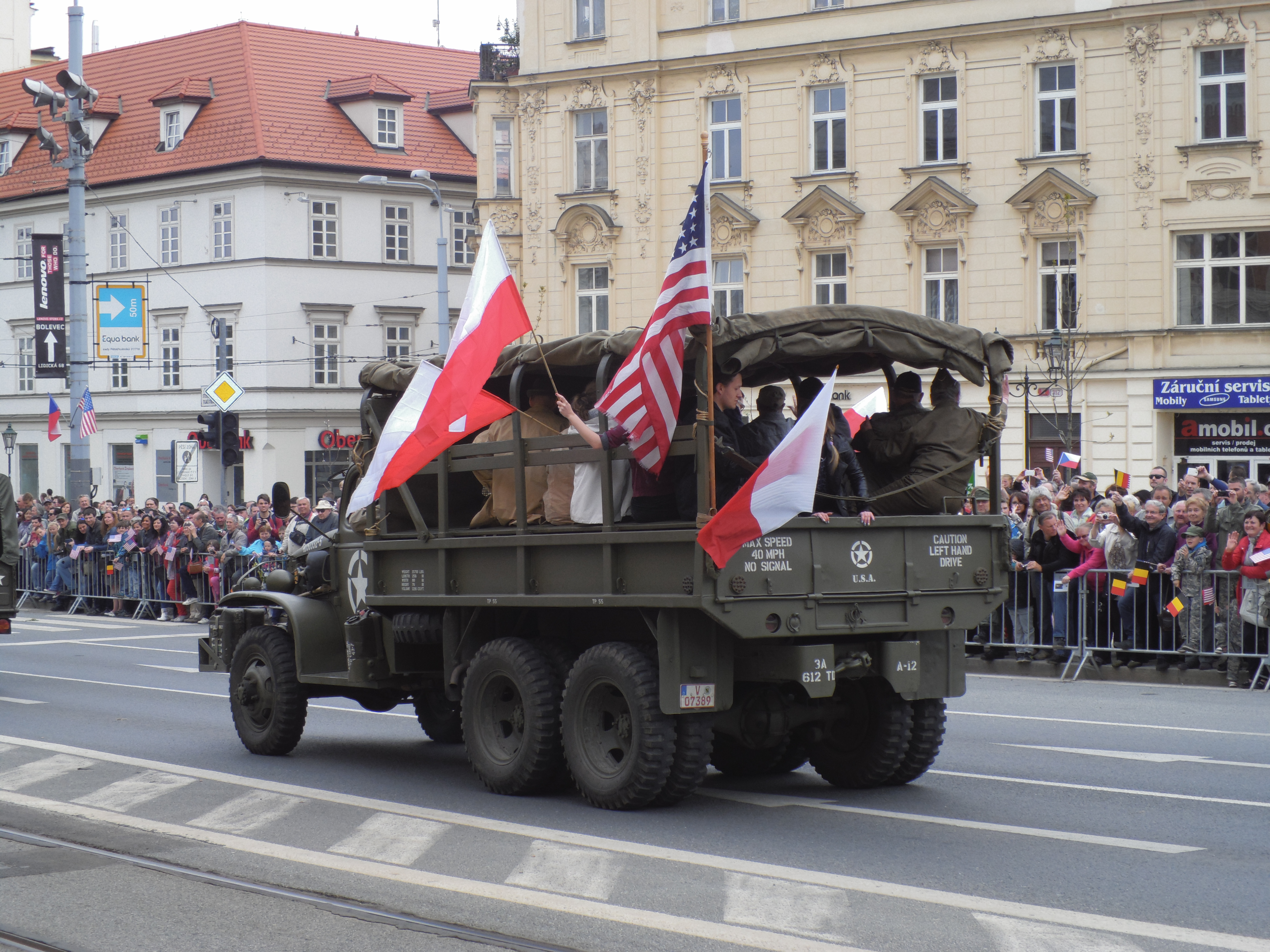
Polska reprezentacja na uroczystościach oswobodzenia w Pilźnie.